# Trường Đại học Nghệ thuật, Đại học Huế
Trường Đại học Nghệ thuật, Đại học Huế (tiếng Anh: Hue University - University of the Arts) là một trong những trường đại học định hướng nghiên cứu về đào tạo khối ngành Mỹ thuật tại Miền trung và Tây Nguyên Việt Nam. Đồng thời, Trường Đại học Nghệ thuật Huế là một trong 3 trung tâm đào tạo Mỹ thuật lớn của cả nước.

## Lịch sử
Trường Đại học Nghệ thuật – Đại học Huế ngày nay tiền thân là Trường Quốc gia Cao đẳng Mỹ thuật Huế (Tiếng Pháp: Ecole des beaux arts de Hue, tiếng Anh: Institude of Fine Arts of Hue), thành lập năm 1957, Trường được thành lập cùng năm với Viện Đại học Huế, một trong những cái nôi của nghệ thuật Việt Nam sản sinh ra lớp những họa sĩ tài danh như Đinh Cường, Tôn Thất Văn, Phạm Đăng Trí, Tôn Thất Đào, Dương Đình San… và đương đại là những họa sĩ đã và đang khẳng định tên tuổi của mình như cố họa sĩ Võ Xuân Huy, họa sĩ Phan Hải Bằng, anh em song sinh Lê Thanh Hải
Thời kỳ 1957-1975: Là thời kỳ của 18 năm khởi đầu xây dựng với sự thành lập Trường Quốc gia Cao đẳng Mỹ thuật Huế, thời kỳ đầu Trường trực thuộc Viện Đại học Huế (1957). Thời gian này Trường tọa lạc tại số 27 đường Phan Đình Phùng, đã đào tạo đến Khoá 3. Năm 1960 Viện Đại học Huế bàn giao trường cho Nha Mỹ thuật học vụ thuộc Bộ Văn hóa Giáo dục và Thanh niên miền Nam, thuộc Phủ Quốc Vụ Khanh đặc trách Văn hóa. Giai đoạn (1960 - 1974), Trường trực thuộc Trung ương chủ quản và chuyển đến lầu Diên Binh Vệ - Phủ Nội Vụ (Hoàng thành Huế), nằm bên phải cửa Hiển Nhơn trong khuôn viên Đại nội Huế.
Thời kỳ 1975 đến nay: Nhà trường trải qua nhiều giai đoạn phát triển với nhiều tên gọi khác nhau: Trường Quốc gia Cao đẳng Mỹ thuật Huế (1975 - 1985), Năm 1986 sáp nhập với trường Trung học Âm nhạc Huế thành trường Cao đẳng Nghệ thuật Huế (1985 - 1994). Năm 1994, trường chuyển từ Bộ Văn Hóa – Thông tin sang Bộ Giáo dục – Đào tạo và trờ thành trường Đại học Nghệ thuật – một thành viên của Đại học Huế. Tháng 11/2007, ngành âm nhạc được tách ra để thành lập Học viện Âm nhạc Huế và Trường Đại học Nghệ thuật Huế (1994 - đến nay).

## Giải thưởng
Năm 2022, giảng viên của Trường đã xuất sắc giành giải Nhất cuộc thi sáng tác mẫu logo huyện Lạng Giang, tỉnh Bắc Giang. Giải thưởng này ghi nhận tài năng sáng tạo và trình độ chuyên môn cao của giảng viên trong lĩnh vực thiết kế đồ họa và mỹ thuật ứng dụng. Ngày 28 tháng 12 năm 2021, Sở Du lịch thành phố Huế đã tổ chức trao giải cuộc thi sáng tác logo “Huế- Kinh đô ẩm thực”. Giảng viên Nguyễn Thiện Đức của Trường Đại học Nghệ thuật, Đại học Huế đã xuất sắc giành giải Nhất cuộc thi sáng tác logo “Huế - Kinh đô ẩm thực” sau 4 tháng phát động. Cuộc thi thu hút gần 70 bài dự thi của 29 tác giả từ nhiều địa phương trên cả nước, với độ tuổi từ 15 đến 60 tuổi.
Giảng viên Đại học Nghệ thuật Huế vượt qua 910 tác phẩm trong nước và khu vực ASEAN để đoạt giải Nhất cuộc thi thiết kế logo SEA Games 31. Tác phẩm logo lấy cảm hứng từ bàn tay đặt lên ngực trái, vị trí lá cờ Tổ quốc, thể hiện niềm tự hào và tinh thần bền bỉ của thể thao, đồng thời góp phần lan tỏa giá trị văn hóa và sự đoàn kết của các quốc gia Đông Nam Á.